# 에디스 카벨

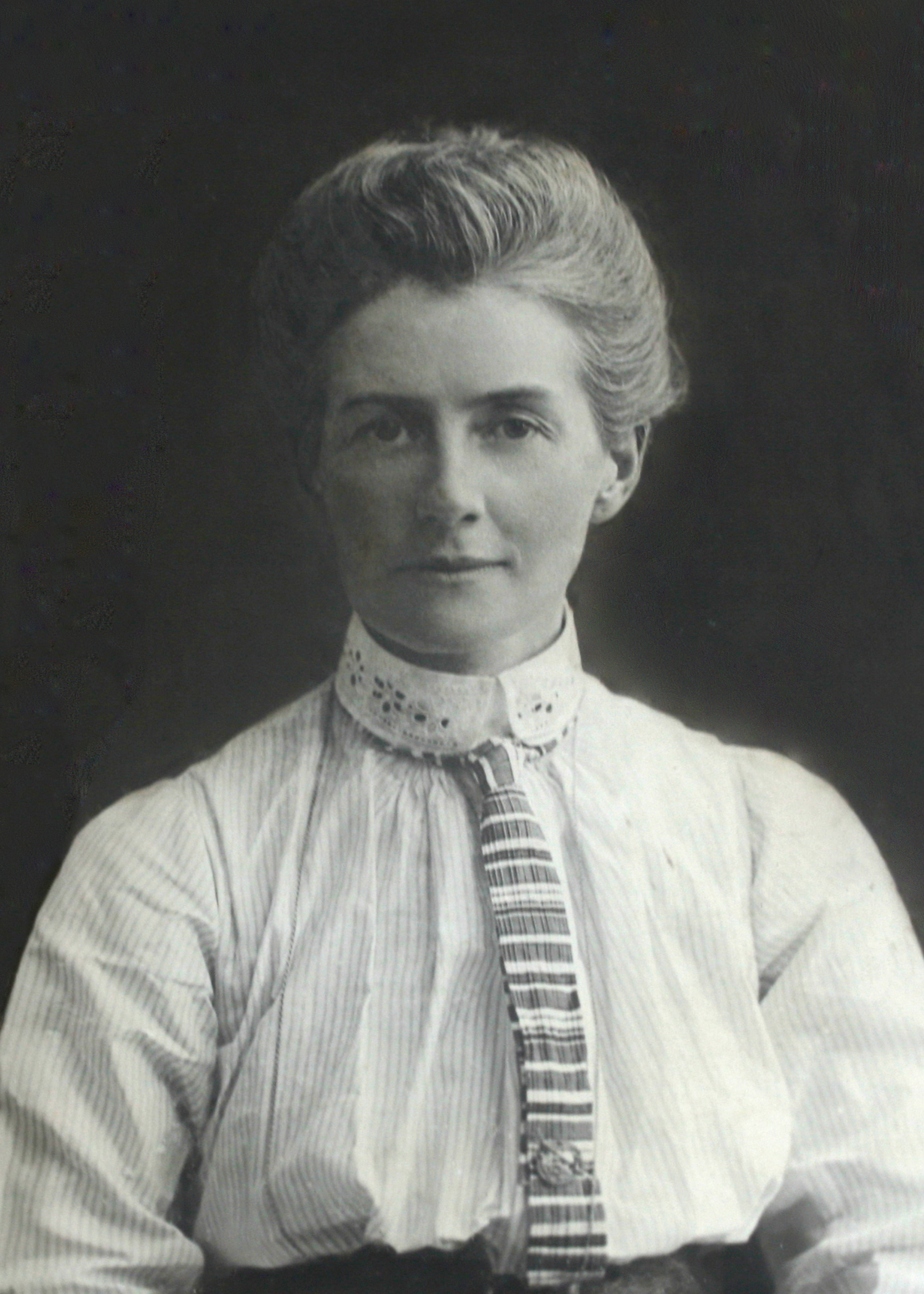
에디스 카벨

에디스 카벨 (Edith Louisa Cavell, 1856년 12월 4일 ~ 1915년 10월 12일)은 잉글랜드의 간호사이자 인도주의자이다. 제1차 세계대전 동안 벨기에를 점령한 독일로부터 탈출한 약 200명의 연합국 군인들을 도와준 것으로 유명하며, 뒤이은 그녀의 사형은 전 세계 도처에 상당히 동정적인 신문 보도를 이끌었다.
카벨은 "애국주의가 충분하지 않다."라는 성명으로 잘 알려져 있다. 강한 성공회 믿음으로 독일군과 연합국 군인을 가리지 않고 도움을 주면서, "나는 구원을 바라는 생명이 있는 한 멈출 수 없다."라는 격언을 인용했다. 카벨은 또한 벨기에의 현대 간호의 영향력 있는 개척자이다.

## 같이 보기
- 마타 하리